# Cold Hiendley
Cold Hiendley – przysiółek w Anglii, w West Yorkshire, w dystrykcie metropolitalnym Wakefield. Leży 8,2 km na zachód od miasta Wakefield, 20,7 km od miasta Leeds i 251,8 km na północny wschód od Londynu. Cold Hiendley jest wspomniana w Domesday Book (1086) jako Hindelei(a).